# O2U
O2U
- 用途：水上偵察機
- 設計者：チャンス•ヴォート
- 製造者：ヴォート社
- 運用者：アメリカ海軍 アメリカ海兵隊 アメリカ陸軍 アルゼンチン海軍 中国国民党 ブラジル軍 ペルー空軍 ドイツ軍 タイ軍 メキシコ軍 大日本帝国海軍
- 初飛行：1927年(量産型)
- 生産数：580機
- 生産開始：1926年5月
- 運用開始：1927年4月日
- 退役：1939年
- 運用状況：退役

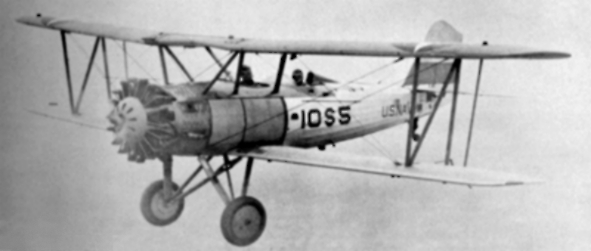
ヴォートO2U-4コルセア

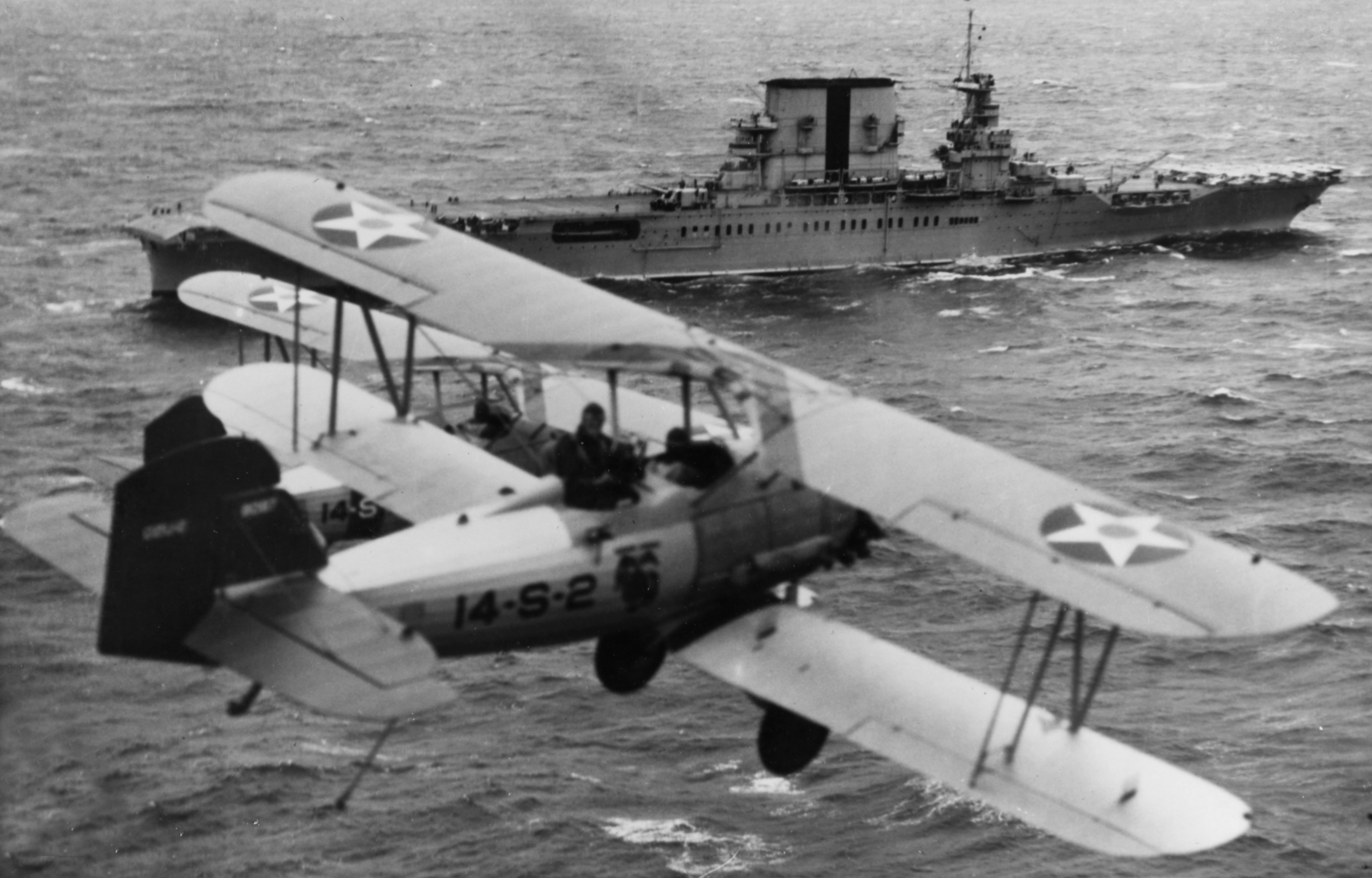
レキシントン級二番艦「サラトガ」からフライパスするO2U-2

ヴォートO2Uコルセア（Vought O2U Corsair）は、1920年代の複葉偵察および観測航空機。1927年にアメリカ海軍に発注されヴォート社によって開発された。400馬力(298kW)のプラット＆ホイットニー R-1340エンジンを搭載し、鋼管胴体構造と布地で覆われた木製主翼構造が組み込まれていた。レシプロ戦闘機のコルセア、ジェット攻撃機のコルセアIIなどがあるがいずれは3代目、4代目であり、O2Uは初代である。

## 設計・開発
1926年に二機の試作機が発注され、最初の量産機が発注される前に海軍試作委員会によってテストされた。 1927年には、合計291機が生産され、O2U-2、-3、-4は1928年にマイナーチェンジを加えて発注され、1930 年までO3U に取って代わられた。O3Uは基本的にO2U-4と同様で、その派生型の1つはフロートを備えており、1936年まで製造され、合計289機が製造された。多くはカウル付きエンジンを備えており、密閉式キャノピーの機体もあった。

## 運用履歴

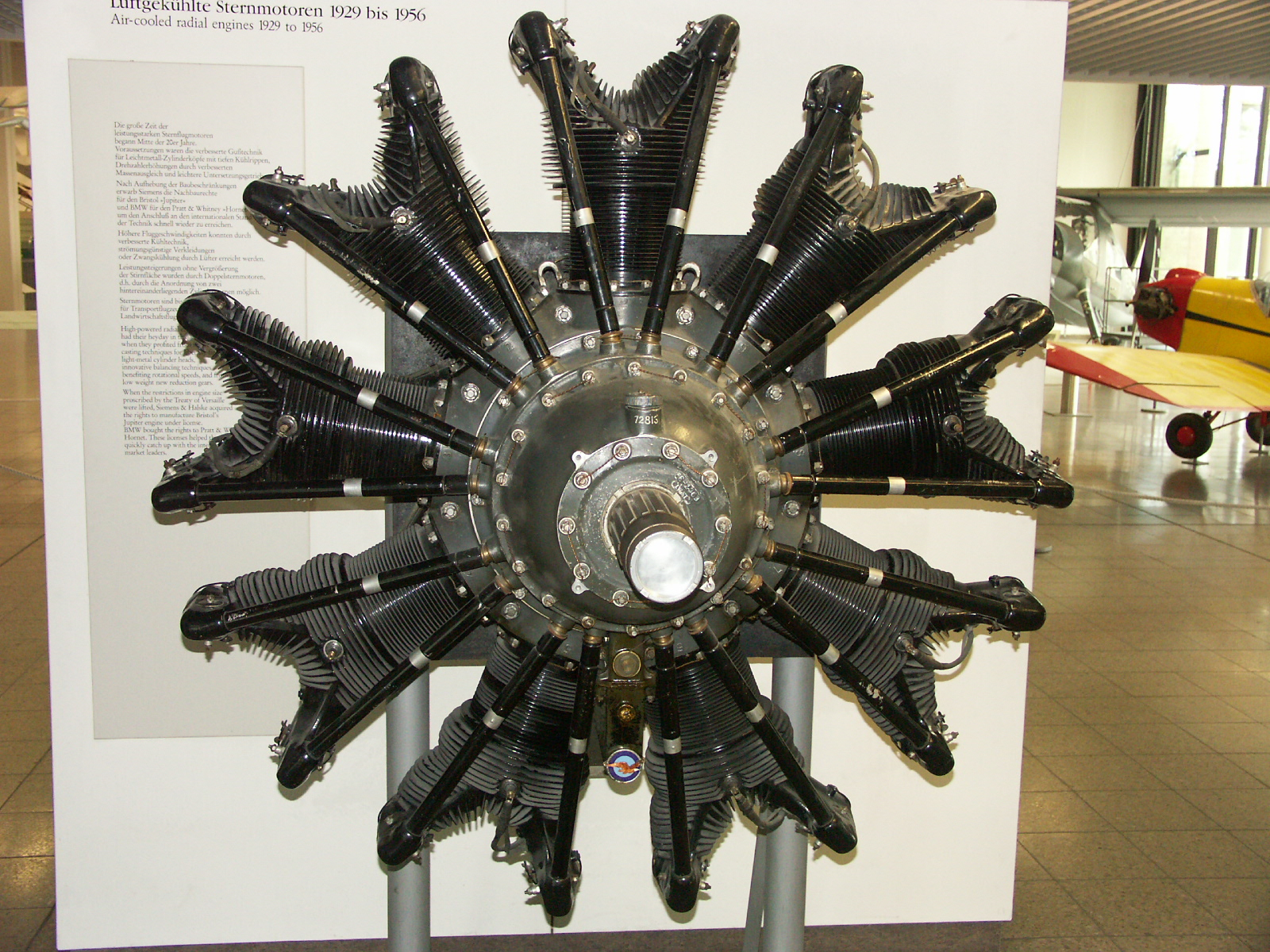
プラット・アンド・ホイットニー社のR-1690エンジン

星型9気筒空冷の600～690馬力(448 ～ 515 kW)のプラット＆ホイットニー R-1690-42ホーネットエンジンは、SU-1～SU-4に使用された。呼称の変更は偵察兵としての役割を反映したものであった。（大型のエンジンと重い重量のため水上飛行機としての使用は困難であり、アメリカ海軍の例は空母か陸上基地のどちらかで車輪にのみ使用された）合計289機のSU指定機がアメリカ海軍向けに製造された。アメリカが第二次世界大戦に参戦したとき、141機以上のコルセアがまだ海軍と海兵隊で運用されていた。
輸出型には、アルゼンチン海軍向けのコルセアV-65F、V-66F、V-80F、ペルー空軍向けのV-80P、ドイツ向けの V-85Gがあった。中国はコルセアの派生型であるV-65CとV-92Cを購入し、ブラジルは V-65Bを36機、水上機型のV-66Bをいくつか、V-65Fを15機購入した。
1929年3月、メキシコは軍事クーデターを鎮圧するために、400馬力(300 kW)のワスプエンジンを搭載したO2U-2Mバージョンを12機購入した。その後、メキシコはさらに31機をライセンス生産し、それらをコルサリオスアスカレート O2U-4Aと名付けた。1937年、メキシコはプラット・アンド・ホイットニー R-1340-T1H-1エンジンを搭載したV-99Mを10機購入し、その一部はスペインに送られた可能性がある。
中国は1929年から1933年にかけて42機の輸出版O2U-1を購入し、1933年から1934年にかけて21機の輸出版 O3Uを購入して、大規模な爆撃が行われた。 O2U-1バージョンは中原大戦と日本軍に対する第一次上海事変に投入されたが、O3Uは最初に中国地上部隊を支援するために平興関の戦いに参加し、その後上海の日本軍に対して投入された。
ペルーは、UO-1Aと二機のヴォートOSUを購入した。その後、1929年に12機のO2U-1が取得された。最初は練習機として使用され、コロンビア・ペルー戦争では国の北部地域でのアプラ反乱軍に対する戦闘や、コロンビアの船舶や航空機との戦闘に使われた。敵により撃墜された機体はなかったが、事故によりいくつかが失われた。これらの機体は、1920年代後半のニカラグア介入中に米海兵隊による軽爆撃や死傷者の避難にも使用された。

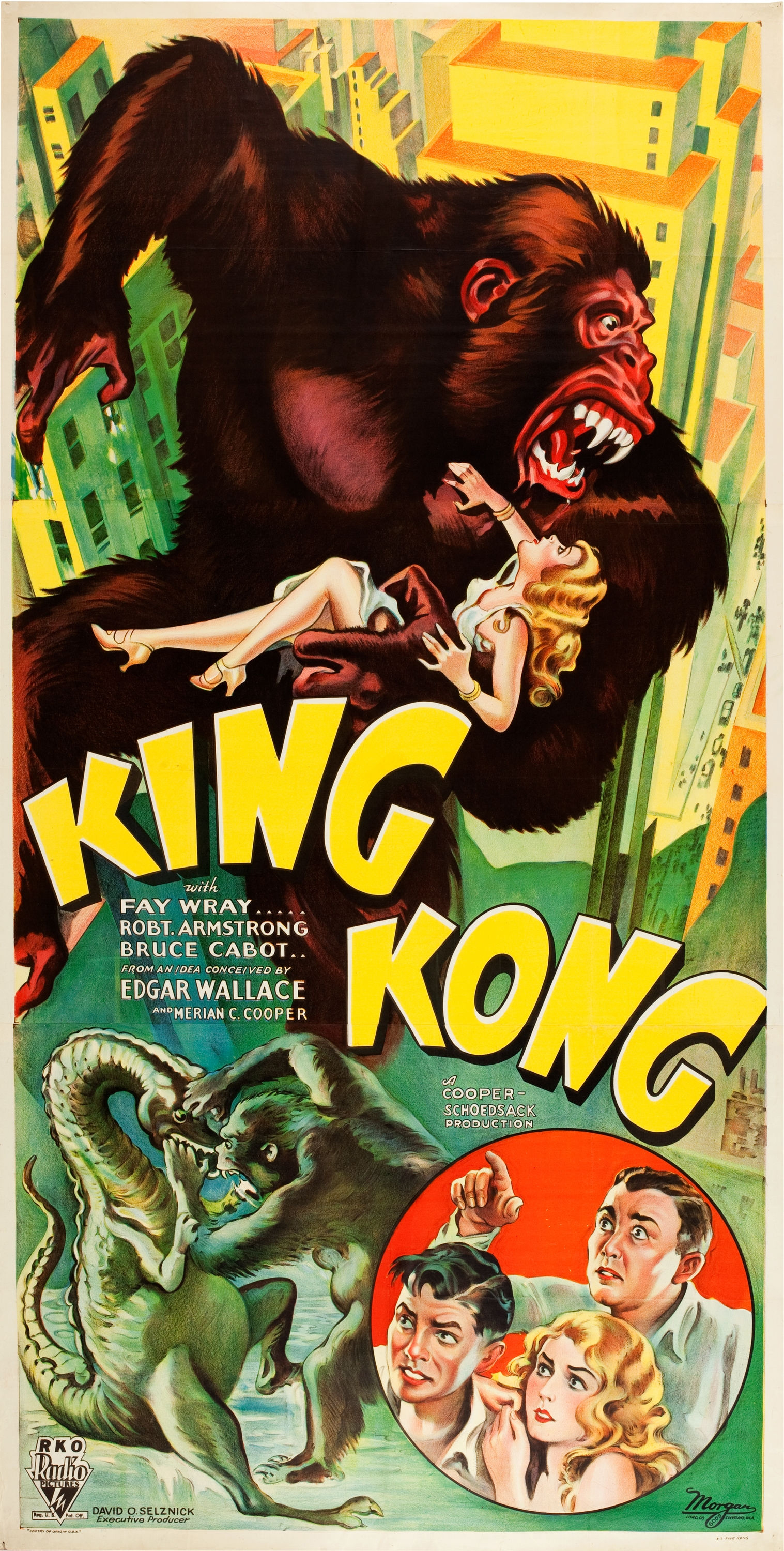
1933年公開の映画「キングコング」

タイはタイ・フランス領インドシナ紛争やコーチャン島沖海戦でフランス海軍に対しコルセアを使用した。1933年に公開された映画、「キングコング」では、エンパイアステートビルから撃ち落とすシーンがある。

## 派生型
XO-28
シリアル29-323、ライトフィールドプロジェクト番号P-547。450馬力のR-1340-Cエンジンが搭載され、1930年3月18日、オハイオ州ライトフィールドでの格納庫火災で破壊された。
O2U-1
2機のプロトタイプに続いて、交換可能な車輪/浮き着陸装置を備えたアメリカ海軍向けの130機の量産機と、その他の顧客向けの28機が生産された。450馬力(336kW)プラット＆ホイットニー R-1340-88 ワスプエンジンを搭載
O2U-2
37機が製造され、スパンが増加し、舵が拡大。
O2U-3
110機が製造され(輸出用は30機)翼の艤装と尾翼表面が再設計され、プラット＆ホイットニー R-1340-Cエンジンが搭載された。
O2U-4
43機が製造された。(1機は輸出用、民間用も7機製造)O2U-3に似ているが、細部が変更されている。
O3U-1
グラマンの水陸両用フロートを組み込んだ観測水上飛行機、87機が製造。
O3U-2
29機が製造された強化型、プラット＆ホイットニーR-1690ホーネットエンジンを搭載。
O3U-3
76機製造、550馬力(410kW)のプラット＆ホイットニー R-1340-12ワスプエンジン搭載。
O3U-4
65機が製造された、プラット＆ホイットニー R-1690-42ホーネットエンジン。
XO3U-5
プラット＆ホイットニー R-1535 エンジンを搭載した試験機。
XO3U-6
NACAカウリングと密閉型コックピットを備えたO3U-3から改造された試験機。
O3U-6
32機が製造され、16機はプラット & ホイットニー R-1340-12ワスプエンジンを搭載し、16機はプラット & ホイットニー R-1340-18ワスプエンジンを搭載。
SU-1
O3U-2をベースにしたO3Uのスカウトバージョン、28機製造。
SU-2
O3U-4をベースにしたO3Uのスカウトバージョン、53機製造。
SU-3
低圧タイヤを備えたSU-2の派生型、20機製造。
XSU-4
SU-2に600馬力のR-1690-42 エンジンを搭載したSU-4のプロトタイプ機。
SU-4
600馬力のR-1690-2エンジンを搭載され、41機が製造。
アメリカ陸軍航空隊によって評価されたアメリカ海軍O2U-3の一機。
ヴォート V-65B
ブラジル向け輸出バージョン
ヴォート V-65C
中国国民党向け輸出版
ヴォート V-65F
アルゼンチン海軍向け輸出版
ヴォート V-66B
ブラジル向け輸出版
ヴォート V-66E
500馬力(370kW)のプラット＆ホイットニー ワスプ D.1エンジンを搭載した英国向け輸出バージョン。1つはイギリス空軍によって評価のために持ち込まれ、1933 年に納入され、1936 年に廃棄された。
ヴォート V-66F
ブラジルおよびアルゼンチン海軍向けの輸出バージョン
ヴォート V-80F
アルゼンチン海軍向け輸出版
ヴォート V-80P
ペルー空軍向け輸出版
ヴォート V-85G
ドイツ向け輸出版
ヴォート V-92C
中国国民党向け輸出版
ヴォート V-93S
O3U-6のタイ向け輸出版
ヴォート V-99M
メキシコ向け輸出版
TNCA コルサリオ アスカラテ
メキシコでライセンス生産されたO2U-4A、製造31機。
ヴォートAXV1

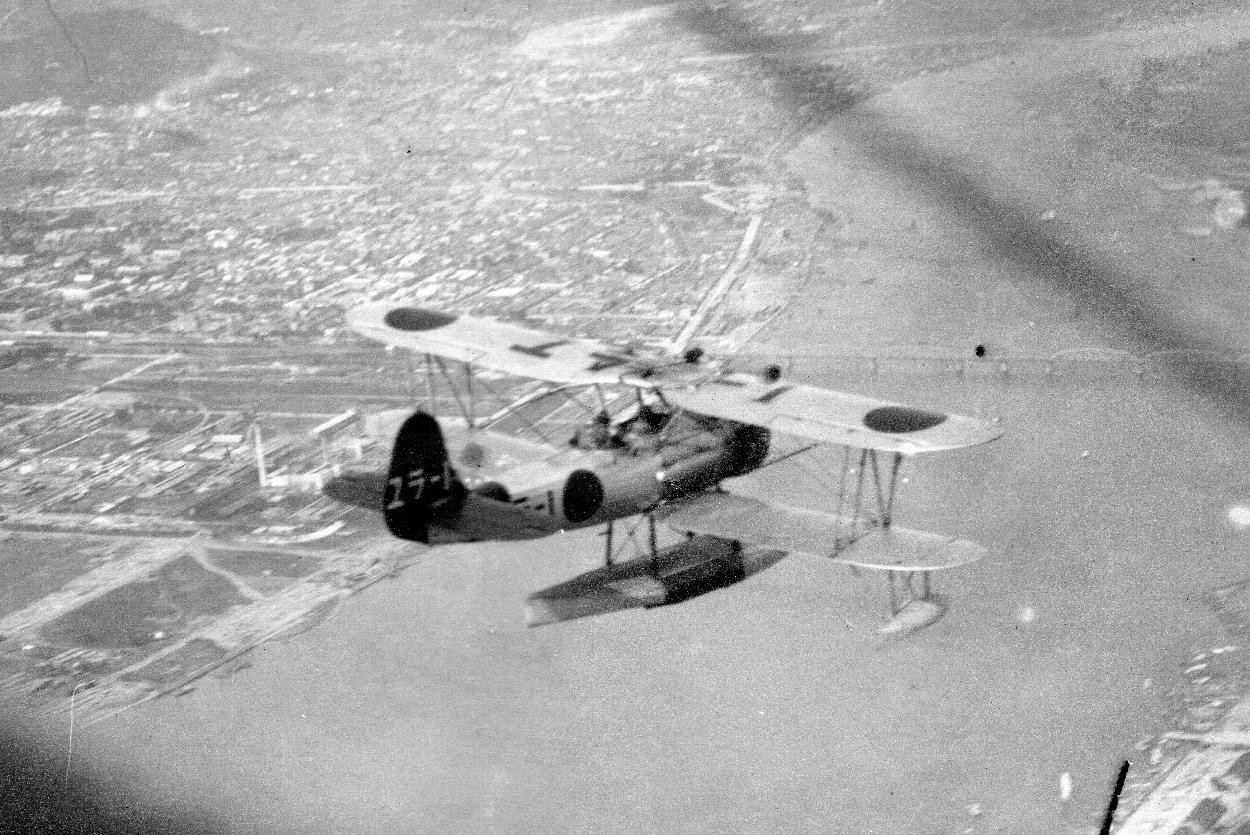
九〇式二号水上偵察機、これは二型

1929年に評価のために大日本帝国海軍航空隊に一機だけ供給されたO2U。これは後に、九〇式二号水上偵察機となる。